# Чемпіонат України з гандболу серед чоловіків 2015—2016
Чемпіонат України з гандболу серед чоловіків 2015/2016 — двадцять п'ятий чемпіонат України.

## Суперліга
| № | Команда                              | І  | В  | Н | П  | М       | О  |
| - | ------------------------------------ | -- | -- | - | -- | ------- | -- |
|   | «Мотор» Запоріжжя                    | 24 | 24 | 0 | 0  | 820:404 | 48 |
|   | ЗТР Запоріжжя                        | 24 | 20 | 0 | 4  | 831:442 | 40 |
|   | ЦСКА Київ                            | 24 | 15 | 0 | 9  | 581:599 | 30 |
| 4 | «ЗНТУ-ЗАБ» Запоріжжя                 | 24 | 13 | 0 | 11 | 634:616 | 26 |
| 5 | «ZTR-Буревісник» Луганськ, Запоріжжя | 24 | 7  | 0 | 17 | 523:663 | 14 |
| 6 | «КДЮСШ-ЛДУФК» Львів                  | 24 | 4  | 0 | 20 | 416:789 | 8  |
| 7 | «Динамо» Полтава                     | 24 | 1  | 0 | 23 | 252:544 | 2  |